# Salgareda
Salgareda är en ort och kommun i provinsen Treviso i regionen Veneto i Italien. Kommunen hade 6 734 invånare (2018).